# Michel Welter
Michel Welter (ur. 19 lub 21 marca 1859 w Heiderscheid, zm. 22 kwietnia 1924) – luksemburski polityk, w latach 1916–1917 dyrektor generalny ds. rolnictwa Luksemburga.

## Życiorys
Urodził się 19 marca 1859 roku w Heiderscheid. Inne źródło podaje datę 21 marca.
24 lutego 1916 objął stanowisko dyrektora generalnego rolnictwa w rządzie premiera Victora Thorna podczas niemieckiej okupacji. Zastąpił Guillaume’a Soissona, a urząd sprawował przez szesnaście miesięcy do 19 czerwca 1917, kiedy jego następcą został Joseph Faber.
Michel Welter zmarł 22 kwietnia 1924 roku.